# Наливайко, Андрей Никитич
Андре́й Ники́тич Налива́йко (1873 — 1939) — член III Государственной думы от Минской губернии, крестьянин.

## Биография
Православный, крестьянин деревни Смыко-Слободы Заможской волости Бобруйского уезда.
Начальное образование получил дома. Был на военной службе, где научился грамоте. Вышел в запас канониром крепостной артиллерии. Занимался земледелием (10 десятин).
В 1907 году был избран в члены III Государственной думы от Минской губернии съездом уполномоченных от волостей. Входил во фракцию умеренно-правых, с 3-й сессии — беспартийный, с 4-й сессии — в русскую национальную фракцию. Состоял членом земельной и продовольственной комиссий.
Судьба после 1917 года неизвестна. Был женат.